# Eionaletherium
Eionaletherium (en griego, "bestia que vaga por la playa") es un género extinto de perezoso terrestre de la familia Mylodontidae, el cual vivió en Venezuela, América del Sur durante el Mioceno superior.
Al igual que el género semiacuático Thalassocnus, Eionaletherium tenía una tibia alargada. Sin embargo, dado que los huesos no presentan paquiostosis, el aumento de la densidad de los huesos típico de los animales acuáticos incluyendo a Thalassocnus, se cree que este animal debió ser terrestre.

## Descubrimiento y etimología
Los huesos del espécimen holotipo de Eionaletherium - fémures, tibias, vértebras, escápulas, astrágalos y fragmentos de costillas - fueron descubiertos en la Formación Urumaco de Venezuela. El área relevante de dicha formación solo había producido anteriormente fósiles de tortugas y cocodrilos.
El género Eionaletherium fue nombrado y descrito por Ascanio D. Rincón et al. en 2015 y proviene de las palabras griegas eion (costa), ale (vagar), y therium (bestia), en referencia al paleoambiente con influencia marina de la Formación Urumaco. El nombre de la especie, tanycnemius viene del término griego para "pierna larga".